# Tamalameque
Tamalameque, es un municipio colombiano ubicado en el departamento del Cesar. Su economía gira en torno a la pesca, la agricultura y la ganadería. Fue fundada por Lorenzo Martín el 29 de septiembre de 1544. Posee 20,000 habitantes en 2025.

## Toponimia
Tamalameque inicialmente fue un pueblo indígena enclavado en una isla en la Ciénaga de Zapatosa (posiblemente Isla Grande), ahí habitaba el Cacique Tamalaguataca o Tamalameque, quien gobernaba toda la nación Chimila.

## División Político-Administrativa
Aparte de su Cabecera municipal. Tamalameque tiene bajo su jurisdicción los centros poblados:
- Antequera
- El Doce
- La Boca
- Las Brisas
- Las Palmas
- Mata de Barro
- Mundo Alrevez
- Palestina La Nueva
- Pasacorriendo
- Pueblo Nuevo
- Sitio Nuevo
- Totumito
- Zapatosa

## Transporte
- Terrestres: Dispone de una carretera de 19 kilómetros que inicia en la cabecera municipal hasta el Corregimento del Burro en donde se comunica con la Troncal del Oriente.

- Fluviales: Los habitantes pueden transportarse por el Río Magdalena hacia otros municipios del departamento o de Magdalena, Bolívar o Santander.

## Historia
Tamalameque fue fundado varias veces, unas como prueba, otras por cortos períodos de tiempo siendo mudado y vuelto a fundar, por situaciones como: incendios, inundaciones, caprichos etc. 
Los historiadores sostienen que Tamalameque fue fundado por Lorenzo Martín en el año de 1544 en los Playones de Sompallón con el nombre de San Miguel de las Palmas de Tamalameque.

## Estructura organizacional municipal
| Tamalameque  | Tamalameque | Tamalameque                |
| Departamento | Código DANE | Categoría municipal (2023) |
| ------------ | ----------- | -------------------------- |
| Cesar        | 20787       | Sexta                      |

- Personería: Es un centro del Ministerio Público de Colombia que ejerce, vigila y hace control sobre la gestión de las alcaldías y entes descentralizados; velan por la promoción y protección de los derechos humanos; vigilan el debido proceso, la conservación del medio ambiente, el patrimonio público y la prestación eficiente de los servicios públicos, garantizando a la ciudadanía la defensa de sus derechos e intereses.

- Concejo Municipal: Es la suprema autoridad política del municipio. En materia administrativa sus atribuciones son de carácter normativo. También le corresponde vigilar y hacer control político a la administración municipal. Se regulan por los reglamentos internos de la corporación en el marco de la Constitución Política Colombiana (artículo 313) y las leyes, en especial la Ley 136 de 1994 y la Ley 1551 de 2012.

Constituido por 11 concejales por un periodo de 4 años.
- Alcaldía Municipal: En esta se encuentra la administración municipal y las entidades descentralizadas del municipio.

El alcalde se pronuncia mediante decretos y se desempeña como representante legal, judicial y extrajudicial del municipio. El alcalde municipal es Leonardo Vega Sánchez (2024-2027).
- JAL.

## Servicios públicos
- Energía Eléctrica: Afinia, del grupo EPM, es la empresa prestadora del servicio de energía eléctrica.
- Gas Natural: Vanti es la empresa distribuidora y comercializadora de gas natural en el municipio.